# Walter Heitler
Walter Heinrich Heitler (Karlsruhe, 2 de enero de 1904-Zúrich, 15 de noviembre de 1981) fue un físico alemán que contribuyó a desarrollar la teoría del enlace de valencia e hizo importantes aportaciones a la electrodinámica cuántica y a la teoría cuántica de campos, así como al estudio de la radiación cósmica.

## Formación
En 1922 Walter Heitler comenzó sus estudios de física en el Instituto Tecnológico de Karlsruhe, en 1923 en la Universidad Humboldt de Berlín y en 1924 en la Ludwig-Maximilians-Universität de Múnich (LMU), donde estudió con Arnold Sommerfeld y Karl Ferdinand Herzfeld, con el que obtuvo el doctorado en 1926 con su tesis Zwei Beiträge zur Theorie konzentrierter Lösungen (Dos contribuciones a la teoría de las disoluciones concentradas).
En aquel momento, Werner Heisenberg, Max Born y Pascual Jordan acababan de publicar su trilogía de ensayos en los que propusieron la mecánica matricial como formulación de la mecánica cuántica. Por otra parte, Erwin Schrödinger, había publicado los ensayos en los que propuso la mecánica ondulatoria como formulación de la mecánica cuántica, demostrando que las formulaciones de la mecánica ondulatoria y de la mecánica matricial eran equivalentes.
En 1926 y 1927 Walter Heitler fue becario (Fellow) de la Fundación Rockefeller, realizando investigaciones de posgrado con Niels Bohr en el Instituto de Física Teórica de la Universidad de Copenhague y con Erwin Schrödinger en la Universidad de Zúrich. En Zúrich, Heitler y Fritz London presentaron en 1927 un modelo para la molécula de hidrógeno, basado en la mecánica cuántica y que sirvió para el desarrollo de la teoría del enlace de valencia. Este trabajo influyó también en Linus Pauling, que en esa época trabajaba con Schrödinger con una beca Guggenheim.
En 1928 Heitler fue ayudante de Max Born, en la Universidad de Gotinga, en la que obtuvo su habilitación en 1929. Heitler permaneció en dicha Universidad como Privatdozent hasta el año 1933, en el que, con la llegada de los nazis al poder, fue despedido a causa de su origen judío.

## Universidad de Bristol
Ante el auge del antisemitismo, Born tomó bajo su protección a la joven generación de físicos judíos y consiguió para Heitler un puesto como colaborador de investigación (research fellow) en la Universidad de Bristol con Nevill Francis Mott. En Bristol trabajó en la teoría cuántica de campos y en la electrodinámica cuántica y colaboró con otros científicos refugiados, como Hans Bethe y Herbert Fröhlich, que también abandonaron Alemania en 1933. En 1934 Heitler y Bethe estudiaron la radiación electromagnética de frenado (Bremsstrahlung) para cuyo cálculo elaboraron la fórmula conocida como fórmula de Bethe-Heitler.
En 1936, Heitler publicó The Quantum Theory of Radiation, una obra clave en los desarrollos posteriores de la teoría cuántica de la radiación. En 1937, Heitler y el físico de origen indio Homi Jehangir Bhabha publicaron un trabajo sobre la interacción de la radiación cósmica con las capas altas de la atmósfera. En 1938, Heitler, Fröhlich y Nicholas Kemmer publicaron un trabajo sobre las fuerzas del núcleo atómico y los momentos magnéticos del neutrón y del protón, en el que predijeron la existencia del mesón pi neutro.
Tras la invasión de Alemania y su victoria en la Batalla de Francia en 1940, Heitler y otros científicos refugiados fueron internados durante unos meses por el gobierno británico en la Isla de Man, como sospechosos de ser "extranjeros enemigos", siendo liberados después de que se certificaran sus sentimientos antinazis y su lealtad al país.

## Dublin Institute for Advanced Studies
En 1941 Heitler entró como profesor ayudante en la School for Theoretical Physics del Dublin Institute for Advanced Studies, por mediación de Erwin Schrödinger, que había sido nombrado Director.
En Dublín, Heitler y el físico chino Huan Wu Peng desarrollaron la teoría de amortiguamiento de la radiación y su influencia en el proceso de dispersión de los mesones, elaborando la ecuación integral Heitler-Peng. En 1943, Heitler y Peng publicaron con James Hamilton la Teoría de los mesones de la radiación cósmica, en la que aplican la teoría cuántica del amortiguamiento a la producción de mesones debida a las colisiones entre protones en las capas altas de la atmósfera.
En el año académico 1942-1943, Heitler dio un curso sobre mecánica ondulatoria elemental, durante el cual W. S. E. Hickson tomó notas que sirvieron de base para el libro Elementary Wave Mechanics: Introductory Course of Lectures, publicado en 1943, revisado posteriormente como Elementary Wave Mechanics: With Applications to Quantum Chemistry, que fue traducido a varios idiomas, entre ellos, al español. Heitler consideraba que la mecánica cuántica suponía la unión de la química y la física. Al final del citado libro Heitler señala que puede afirmarse que la mecánica ondulatoria es la herramienta para la comprensión total, sobre una base física, de todos los hechos fundamentales de la química.
En 1944 publicó la segunda edición de su obra clave The Quantum Theory of Radiation.
En julio de 1945 Heitler fue nombrado Senior Professor y en diciembre se hizo cargo de la dirección, que ejerció hasta 1949, cuando aceptó un puesto de profesor en el Instituto de Física Teórica de la Universidad de Zúrich. Heitler siguió manteniendo una fuerte vinculación con la  School for Theoretical Physics y ejerciendo una gran influencia en ella.

## Universidad de Zúrich
En 1949, Heitler aceptó un puesto de profesor de física teórica y director del Instituto de Física Teórica de la Universidad de Zúrich, donde siguió trabajando en la teoría del mesón y en diversos aspectos de la física de la radiación cósmica y de la teoría de los campos cuánticos, publicando también diversos trabajos sobre el enlace químico.
En 1954 publicó una nueva edición ampliada de The Quantum Theory of Radiation.
Heitler permaneció en la Universidad de Zúrich hasta su jubilación en 1974.

## Escritos filosóficos y religiosos
A comienzos de la década de los 60, Heitler dejó de publicar trabajos en el campo de la física y centró su atención en cuestiones filosóficas y éticas y en las relaciones entre el hombre, la ciencia y la religión. Sus conferencias y trabajos en este campo despertaron un gran interés. A esta etapa pertenecen sus obras Der Mensch und die naturwissenschaftliche Erkenntnis (El hombre y el conocimiento científico), Die Natur und das Göttliche (La Naturaleza y lo Divino) y Gottesbeweise? und weitere Vorträge (¿Pruebas de la existencia de Dios? y otros ensayos).

## Distinciones
En 1943 Heitler fue nombrado miembro de la Royal Irish Academy, y en 1948 miembro de la Royal Society de Londres. En 1968 fue distinguido con la medalla Max-Planck de la Deutsche Physikalische Gesellschaft, y en el mismo año fue elegido miembro de la Deutsche Akademie der Naturforscher Leopoldina. En 1969 recibió el Premio Marcel Benoist.
En 1977 obtuvo el premio de la Stiftung für Abendländische Besinnung (Fundación para el Pensamiento Occidental), actualmente Stiftung für Abendländische Ethik und Kultur (Fundación para la Ética y la Cultura Occidentales).
En 1979 obtuvo la medalla de oro de la Humboldt Gesellschaft.